# Кам'янка (Берестовицький район)
Кам'янка (біл. Каменка) — село в складі Берестовицького району Гродненської області, Білорусь. Село підпорядковане Малоберестовицькій сільській раді, розташоване у західній частині області.